# ویگام (جورجیا)
ویگام، جورجیا (به انگلیسی: Whigham, Georgia) یک شهر در ایالات متحده آمریکا با جمعیت ۶۳۱ نفر است که در جورجیا واقع شده‌است.

## موقعیت جغرافیایی
موقعیت جغرافیایی شهرها و مناطق اطراف به شرح زیر است: